# Niaz Morshed
Niaz Morshed, bangladeški šahovski velemojster, * 1966.
Morshed je bil prvi šahovski velemojster iz Bangladeša in iz Južne Azije.